# Acanthobothrium
Acanthobothrium is een geslacht van lintwormen (Platyhelminthes; Cestoda). De wormen in het geslacht zijn tweeslachtig en kunnen zowel mannelijke als vrouwelijke geslachtscellen produceren. De soorten leven als parasiet in andere dieren.
De wetenschappelijke naam van het geslacht werd in 1850 voor het eerst geldig gepubliceerd door Van Beneden. Het geslacht telt 172 soorten. 

## Soorten
- Acanthobothrium adlardi Campbell & Beveridge, 2002
- Acanthobothrium aetiobatidis (Shipley, 1900)
- Acanthobothrium amazonensis Mayes, Brooks & Thorson, 1978
- Acanthobothrium americanum Campbell, 1969
- Acanthobothrium angelae Campbell & Beveridge, 2002
- Acanthobothrium annapinkiensis Carvajal & Goldstein, 1971
- Acanthobothrium arlenae Campbell & Beveridge, 2002
- Acanthobothrium atahualpai Marques, Brooks & Barringa, 1978
- Acanthobothrium aurangabadensis (Deshmukh & Shinde, 1975)
- Acanthobothrium australis Robinson, 1965
- Acanthobothrium bajaensis Appy & Dailey, 1973
- Acanthobothrium bartonae Campbell & Beveridge, 2002
- Acanthobothrium batailloni Euzet, 1955
- Acanthobothrium benedeni (Lönnberg, 1889)
- Acanthobothrium bengalense Baer & Euzet, 1962
- Acanthobothrium beveridgei Polyakova, 2009
- Acanthobothrium bifurcatum (Leuckart, 1819)
- Acanthobothrium blairi Campbell & Beveridge, 2002
- Acanthobothrium brachyacanthum Riser, 1955
- Acanthobothrium brayi Campbell & Beveridge, 2002
- Acanthobothrium brevissime Linton, 1909
- Acanthobothrium bullardi Ghoshroy & Caira, 2001
- Acanthobothrium campbelli Marques, Brooks & Monks, 1995
- Acanthobothrium cannoni Campbell & Beveridge, 2002
- Acanthobothrium cartagenensis Brooks & Mayes, 1980
- Acanthobothrium cestracii Yamaguti, 1934
- Acanthobothrium cestraciontis Yamaguti, 1934
- Acanthobothrium chengai Cornford, 1974
- Acanthobothrium chilensis Rego, Vincednte & Herrera, 1968
- Acanthobothrium chiloscylli Gangadharam & Vijaya Lakshmi, 2004
- Acanthobothrium chisholmae Campbell & Beveridge, 2002
- Acanthobothrium cimari Marques, Brooks & Monks, 1995
- Acanthobothrium clarkeae Campbell & Beveridge, 2002
- Acanthobothrium cleofanus Monks, Brooks & Lonce de Leon, 1996
- Acanthobothrium colombianum Brooks & Mayes, 1980
- Acanthobothrium confusum Baer & Euzet, 1962
- Acanthobothrium coquimbensis Carvajal & Jeges, 1980
- Acanthobothrium coronatum (Rudolphi, 1819)
- Acanthobothrium costarricense Marques, Brooks & Monks, 1995
- Acanthobothrium crassicolle Wedl, 1855
- Acanthobothrium cribbi Campbell & Beveridge, 2002
- Acanthobothrium dasi Ghoshroy & Caira, 2001
- Acanthobothrium dasybati Yamaguti, 1934
- Acanthobothrium dighaensis Srivastava & Capoor, 1980
- Acanthobothrium dollyae Caira & Burge, 2001
- Acanthobothrium dujardinii van Beneden, 1849
- Acanthobothrium dysbiotos (MacCallum, 1921)
- Acanthobothrium edmondsi Campbell & Beveridge, 2002
- Acanthobothrium edwardsi Williams, 1969
- Acanthobothrium electricolum Brooks & Mayes, 1978
- Acanthobothrium filicolle (Zschokke, 1887)
- Acanthobothrium floridensis Goldstein, 1964
- Acanthobothrium fogeli Goldstein, 1964
- Acanthobothrium foulki Reyda & Caira, 2006
- Acanthobothrium franus Marques, Centritto & Stewart, 1997
- Acanthobothrium gasseri Campbell & Beveridge, 2002
- Acanthobothrium gibsoni Campbell & Beveridge, 2002
- Acanthobothrium giganticum Sarada, Lakshmi & Hanumantharao, 1993
- Acanthobothrium gloveri Campbell & Beveridge, 2002
- Acanthobothrium gnomus Reyda & Caira, 2006
- Acanthobothrium goldsteini Appy & Dailey, 1973
- Acanthobothrium gracile Yamaguti, 1954
- Acanthobothrium grandiceps Yamaguti, 1954
- Acanthobothrium guptai Shinde & Bhagwan, 2002
- Acanthobothrium hanumantharaoi Rao, 1977
- Acanthobothrium herdmani Southwell, 1912
- Acanthobothrium heterodonti Drummond, 1937
- Acanthobothrium himanturi Brooks, 1977
- Acanthobothrium hispidum Riser, 1955
- Acanthobothrium holorhini Alexander, 1953
- Acanthobothrium icelandicum Manger, 1972
- Acanthobothrium ijimai Yoshida, 1917
- Acanthobothrium inbiorium Marques, Centritto & Stewart, 1997
- Acanthobothrium incognita (MacCallum, 1921)
- Acanthobothrium indiana (Jadhav, Shinde, Muralidhar & Mohekar, 1989)
- Acanthobothrium indicum (Subhapradha, 1955)
- Acanthobothrium intermedium Perrenoud, 1931
- Acanthobothrium jonesi Campbell & Beveridge, 2002
- Acanthobothrium karachiense Bilqees, 1980
- Acanthobothrium larsoni Reyda & Caira, 2006
- Acanthobothrium lasti Campbell & Beveridge, 2002
- Acanthobothrium latum Yamaguti, 1952
- Acanthobothrium laurenbrownae Campbell & Beveridge, 2002
- Acanthobothrium lepidum Reyda & Caira, 2006
- Acanthobothrium leuckaertii van Bendeden, 1849
- Acanthobothrium lilium Baer & Euzet, 1962
- Acanthobothrium lineatum Campbell, 1969
- Acanthobothrium lintoni Goldstein, Henson & Schlicht, 1968
- Acanthobothrium longipedunculata Uma Maheswari, Vijaya Lahshmi & Manimantha Rao, 1985
- Acanthobothrium lusarmientoi Severino & Verano, 1980
- Acanthobothrium macracanthum Southwell, 1925
- Acanthobothrium macrocephalum Wang & Yang, 2001
- Acanthobothrium maculatum Riser, 1955
- Acanthobothrium magnum Euzet, 1959
- Acanthobothrium manteri Hassan, 1983
- Acanthobothrium marplatensis Ivanov & Campbell, 2002
- Acanthobothrium martini Campbell & Beveridge, 2002
- Acanthobothrium maryanskii Caira & Burge, 2001
- Acanthobothrium marymichaelorum Twohig, Caira & Fyler, 2008
- Acanthobothrium mathiasi Euzet, 1959
- Acanthobothrium micracantha Yamaguti, 1952
- Acanthobothrium microcephalum Alexander, 1953
- Acanthobothrium minus Tazerouti, Kechemir-Issad & Euzet, 2009
- Acanthobothrium minusculus Marques, Brooks & Barriga, 1997
- Acanthobothrium monksi Marques, Brooks & Barriga, 1997
- Acanthobothrium mooreae Campbell & Beveridge, 2002
- Acanthobothrium mujibi Bilqees, 1980
- Acanthobothrium musculosum (Baer, 1948)
- Acanthobothrium myliomaculata Srivastav, Shweta & Noopur, 1959
- Acanthobothrium nicoyaense Brooks & McCorquodale, 1995
- Acanthobothrium obuncus Marques, Brooks & Barriga, 1997
- Acanthobothrium ocallaghani Campbell & Beveridge, 2002
- Acanthobothrium oceanharvestae Fyler, Caira & Jensen, 2009
- Acanthobothrium odonoghuei Campbell & Beveridge, 2002
- Acanthobothrium olseni Dailey & Mudry, 1968
- Acanthobothrium palligerum Diesing, 1854
- Acanthobothrium parviuncinatum Young, 1954
- Acanthobothrium parvum Manger, 1972
- Acanthobothrium paulum Linton, 1890
- Acanthobothrium pearsoni Williams, 1962
- Acanthobothrium pichelinae Campbell & Beveridge, 2002
- Acanthobothrium pintanensis Wang, 1984
- Acanthobothrium ponticum Borcea, 1934
- Acanthobothrium popi Fyler, Caira & Jensen, 2009
- Acanthobothrium psammobati Carvajal & Goldstein, 1969
- Acanthobothrium puertecitense Caira & Zahner, 2001
- Acanthobothrium puntarenasense Marques, Brooks & Monks, 1995
- Acanthobothrium quadripartitum Williams, 1968
- Acanthobothrium quinonesi Mayes, Brooks & Thorson, 1978
- Acanthobothrium rajaebatis (Rudolphi, 1810)
- Acanthobothrium rajivi Ghoshroy & Caira, 2001
- Acanthobothrium regoi Brooks, Mayes & Thorson, 1981
- Acanthobothrium rhinobati Alexander, 1953
- Acanthobothrium robertsoni Campbell & Beveridge, 2002
- Acanthobothrium robustum Alexander, 1953
- Acanthobothrium rodmani Fyler, Caira & Jensen, 2009
- Acanthobothrium rohdei Campbell & Beveridge, 2002
- Acanthobothrium romanowi Fyler, Caira & Jensen, 2009
- Acanthobothrium rovi Caira & Burge, 2001
- Acanthobothrium rubrum Bilqees, 1980
- Acanthobothrium santarosaliense Caira & Zahner, 2001
- Acanthobothrium semnovesiculum Verma, 1928
- Acanthobothrium septentrionale Baer & Euzet, 1962
- Acanthobothrium shastri (Jadhav, Shinde, Muralidhar & Mohekar, 1989)
- Acanthobothrium soberoni Ghoshroy & Caira, 2001
- Acanthobothrium somnathii (Deshmukh, 1979)
- Acanthobothrium southwelli Subhapradha, 1955
- Acanthobothrium stevensi Campbell & Beveridge, 2002
- Acanthobothrium tasajerasi Brooks, 1977
- Acanthobothrium terezae Rego & Dias, 1976
- Acanthobothrium tetabuanense Reyda & Caira, 2006
- Acanthobothrium thomasae Campbell & Beveridge, 2002
- Acanthobothrium tortum (Linton, 1916)
- Acanthobothrium triacis Yamaguti, 1952
- Acanthobothrium tripartitum Williams, 1969
- Acanthobothrium tsingtaoensis Tseng, 1933
- Acanthobothrium uncinatum (Rudolphi, 1819)
- Acanthobothrium unilateralis Alexander, 1953
- Acanthobothrium urogymni (Hornell, 1912)
- Acanthobothrium urolophi Schmidt, 1973
- Acanthobothrium urotrygoni Brooks & Mayes, 1980
- Acanthobothrium vergasi Marques, Brooks & Monks, 1995
- Acanthobothrium verticillatum (Rudolphi, 1819)
- Acanthobothrium walkeri Campbell & Beveridge, 2002
- Acanthobothrium waltairensis Vijaya Lakshmi & Hanumantha Rao, 1987
- Acanthobothrium wedli Robinson, 1959
- Acanthobothrium woodsholei Baer, 1948
- Acanthobothrium xiamenensis Yang & Lin, 1994
- Acanthobothrium zapaterycum Nunez, 1971
- Acanthobothrium zimmeri Fyler, Caira & Jensen, 2009
- Acanthobothrium zschokkei Baer, 1948
- Acanthobothrium zugeinensis Yang & Lin, 1994